# 山下了是
山下了是（やました のりゆき、1946年 - ）は日本の染色工芸家。東京芸術大学名誉教授。広島市立大学講師。現代染織芸術を専門とし、日展、現代工芸展などを舞台に活躍。赤を基調に木綿や麻を染め上げ、自然や人物を明るい色調で描いた作品が多い。

## 経歴
- 1946年 広島県安芸高田市吉田町に生まれる
- 1964年 修道高等学校卒業
- 1969年 東京芸術大学美術学部工芸科卒業
- 1972年
  - 同大学院美術研究科染織専攻修了
  - 同大学非常勤助手
- 1977年 同大学助手
- 1990年 同大学講師
- 1992年 同大学助教授
- 2001年 同大学美術学部教授
- 2013年 同大学退任[2]